# Carlo Lorenzi
Carlo Sisto Lorenzi (* 2. September 1974 in Agordo) ist ein ehemaliger italienischer Eishockeyspieler, der im Laufe seiner Karriere fast ausschließlich für den HC Alleghe in der Serie A aktiv war und dabei fast 1000 Spiele absolvierte.

## Karriere
Carlo Lorenzi verbrachte seine Vereinskarriere zunächst beim HC Alleghe, für den er in der Saison 1991/92 sein Debüt in der Serie A, der höchsten italienischen Spielklasse, gab. In der Saison 1992/93 gewann der Verteidiger mit Alleghe die Alpenliga. 2013 stieg er mit Alleghe in die (damals) drittklassige Serie B ab und wechselte ein Jahr später zum SHC Fassa zurück in die Serie A. Nach zwei Jahren dort kehrte er zu seinem Heimatverein zurück und spielte für diesen bis 2022 in der zweitklassigen Italian Hockey League.

### International
Für Italien nahm Lorenzi im Juniorenbereich an der U18-Junioren-B-Europameisterschaft 1991 sowie den U20-Junioren-B-Weltmeisterschaften 1993 und 1994 teil. Im Seniorenbereich stand er im Aufgebot seines Landes bei den B-Weltmeisterschaften 2003, 2004 und 2005 sowie bei den A-Weltmeisterschaften 1999, 2000, 2001, 2002, 2006, 2007 und 2008. Zudem vertrat er Italien bei den Olympischen Winterspielen 2006 in Turin.

## Erfolge und Auszeichnungen
- 1993 Alpenliga-Gewinn mit dem HC Alleghe
- 2014 Meister der Serie B
- 2005 Aufstieg in die Top-Division bei der Weltmeisterschaft der Division I